# Abia (Samuele)
Abia (in ebraico Abiyyāhū «Yahweh è mio padre»; fl. XI secolo a.C.) è stato Giudice d'Israele.
Figlio del Giudice Samuele e fratello minore di Gioele. Quando Samuele fu vecchio stabilì come giudici d'Israele i due figli, che esercitavano la giudicatura a Bersabea. Il loro governo deluse le aspettative degli Anziani che invocarono l'elezione di un re.

## Fonti
- Antico Testamento, Primo libro di Samuele, 8, 1-5
- Antico Testamento, Primo libro delle Cronache, 6, 13 (28).

| Controllo di autorità | VIAF (EN) 8692154387227430970001 · GND (DE) 1172222347 |